# Флаг Делавэра
Флаг штата Делавэр (англ. Flag of Delaware) — официальный символ штата Делавэр, США. Представляет собой прямоугольное (соотношение сторон 2:3) полотнище цвета Голубой Кадет, в центре которого расположен ромб цвета буйволовой кожи с изображённым на нём гербом штата. Под ромбом надпись December 7, 1787 (7 декабря 1787 года), напоминающая о дне, когда Делавэр первым из штатов ратифицировал Конституцию США. Цвета флага отражают цвета униформы генерала Джорджа Вашингтона.

## Символика
Герб, изображённый в центре флага и являющийся также основой печати Делавэра, был принят 17 января 1777 года. На щите изображены сноп пшеницы, кукурузный початок и стоящий бык, символизирующие сельское хозяйство двух южных округов штата. Над щитом расположено парусное судно, отсылающее к докам округа Нью-Касл. Щитодержатели — фермер слева от зрителя и солдат справа.

## История
Флаг был принят 24 июля 1913 года. Подобный флаг был у военных формирований из штата Делавэр во время Гражданской войны. Он представлял собой синие полотнище с гербом штата.